# A „legkedvesebb írók” listája
Ez a lista a Magyarországon „legkedvesebb íróknak” tartott személyeket sorolja fel. Az összeállítás Gereben Ferenc 1985-ben és 2000-ben, valamint Nagy Attila 2005-ben végzett reprezentatív országos felmérése alapján készült; a kutatások során a felnőttkorú, könyvet rendszeresen olvasóknak a „Kik a legkedvesebb írói?” kérdést tették fel.
A három, különböző időszakban készített 10 fős listában összesen 15 név szerepel. Valamennyi listát Jókai Mór vezeti, mindháromban megtalálható még Mikszáth Kálmán, Gárdonyi Géza és Moldova György, továbbá felkerült mindhárom listára Petőfi Sándor költő is. Négy külföldi író található a listákban: Robert Merle, Alexandre Dumas, Robin Cook és Danielle Steel.

## A 10 „legkedvesebb író” 1985-ben
1. Jókai Mór
2. Szilvási Lajos
3. Berkesi András
4. Mikszáth Kálmán
5. Móricz Zsigmond
6. Gárdonyi Géza
7. Moldova György
8. Robert Merle
9. id. Alexandre Dumas
10. Petőfi Sándor

## A 10 „legkedvesebb író” 2000-ben
1. Jókai Mór
2. Robin Cook
3. Moldova György
4. Danielle Steel
5. Mikszáth Kálmán
6. Szilvási Lajos
7. Petőfi Sándor
8. Lőrincz L. László
9. Gárdonyi Géza
10. Berkesi András

## A 10 „legkedvesebb író” 2005-ben
1. Jókai Mór
2. Mikszáth Kálmán
3. Móricz Zsigmond
4. Moldova György
5. Rejtő Jenő
6. Petőfi Sándor
7. Lőrincz L. László
8. Szabó Magda
9. Gárdonyi Géza
10. Danielle Steel